# NGC 1947
NGC 1947 est une galaxie lenticulaire située dans la constellation de la Dorade. NGC 1947 a été découverte par l'astronome écossais James Dunlop en 1826.

## Caractéristiques
Sa vitesse par rapport au fond diffus cosmologique est de 1 151 ± 24 km/s, ce qui correspond à une distance de Hubble de 17,0 ± 1,2 Mpc (∼55,4 millions d'al).
À ce jour, deux mesures non basées sur le décalage vers le rouge (redshift) donnent une distance de 14,650 ± 3,606 Mpc (∼47,8 millions d'al), ce qui est à l'intérieur des valeurs de la distance de Hubble. Notons cependant que c'est avec la valeur moyenne des mesures indépendantes, lorsqu'elles existent, que la base de données NASA/IPAC calcule le diamètre d'une galaxie et qu'en conséquence le diamètre de NGC 1947 pourrait être d'environ 26,6 kpc (∼86 800 al) si on utilisait la distance de Hubble pour le calculer. 
NGC 1947 une galaxie LINER, c'est-à-dire une galaxie dont le noyau présente un spectre d'émission caractérisé par de larges raies d'atomes faiblement ionisés.

## Rotation
On a découvert au début des années 1980 que les voies de poussière de NGC 1947 présentaient une rotation rapide, alors que la rotation des étoiles était presque absente. Une autre étude publiée en 2008 montre que la rotation des gaz et des poussières se fait selon le petit axe de la galaxie, alors que les étoiles sont en rotation selon son grand axe.
Les observations réalisées grâce au télescope spatial Hubble ont montré que NGC 1947 présente une voie de poussière étendue qui traverse le centre de la galaxie ainsi que trois voies de poussière parallèle à son petit axe qui apparaissent comme des anneaux concentriques. La principale voie de poussière traverse le centre de NGC 1947 selon une direction sud-ouest, alors que les autres moins prononcées et parallèles à la voie centrale sont situées sur le côté nord-est de la galaxie. NGC 1947 présente aussi un anneau de gaz moléculaire et un disque de gaz ionisé centré sur le noyau de la galaxie. De plus, les étoiles de cette galaxie tournent le long du grand axe de celle-ci perpendiculairement à l'axe de rotation du gaz. On pense que cette structure complexe provient de la fusion de NGC 1947 avec une autre galaxie. D'ailleurs, on voit sur l'image prise par le télescope Hubble la structure en spirale des faibles restes de gaz sombre qui l'entourent.

## Groupe de NGC 1947
La galaxie NGC 1947 ainsi que les galaxies NGC 1892 et NGC 2082 font partie du groupe de NGC 1947.